# Tuffi ai campionati mondiali di nuoto 2013 - Piattaforma 10 metri sincro femminile
La competizione di tuffi dalla piattaforma 10 metri sincro femminile dei campionati mondiali di nuoto 2013 si sta disputando il 22 luglio 2013 nella piscina municipale di Montjuïc a Barcellona. La gara si svolgarà in due fasi: al mattino si disputerà il turno eliminatorio dove parteciperanno tredici coppie di atlete. Le migliori dodici hanno accesso alla fase che si terrà la sera.

## Medaglie
| Posizione | Atlete                           | Paese    |
| --------- | -------------------------------- | -------- |
| Oro       | Liu Huixia Chen Ruolin           | Cina     |
| Argento   | Meaghan Benfeito Roseline Filion | Canada   |
| Bronzo    | Pandelela Rinong Leong Mun Yee   | Malaysia |

## Risultati eliminatorie
In verde sono indicate le atlete ammesse alla finale.
| Pos. | Atlete                                | Nazionalità    | Eliminatorie | Eliminatorie | Finale    | Finale |
| Pos. | Atlete                                | Nazionalità    | Punti        | Pos.         | Punti     | Pos.   |
| ---- | ------------------------------------- | -------------- | ------------ | ------------ | --------- | ------ |
|      | Liu Huixia Chen Ruolin                | Cina           | 340.92       | 1            | 356.28    | 1      |
|      | Meaghan Benfeito Roseline Filion      | Canada         | 308.40       | 4            | 331.41    | 2      |
|      | Pandelela Rinong Leong Mun Yee        | Malaysia       | 310.98       | 3            | 331.14    | 3      |
| 4    | Lara Tarvit Emily Boyd                | Australia      | 295.92       | 7            | 309.78    | 4      |
| 5    | Tonia Couch Sarah Barrow              | Gran Bretagna  | 306.54       | 6            | 309.72    | 5      |
| 6    | Paola Espinosa Alejandra Orozco       | Messico        | 314.25       | 2            | 306.39    | 6      |
| 7    | Cheyenne Cousineau Samantha Bromberg  | Stati Uniti    | 285.15       | 9            | 301.74    | 7      |
| 8    | Yulia Timoshinina Ekaterina Petukhova | Russia         | 308.04       | 5            | 298.32    | 8      |
| 9    | Kim Jin-Ok Choe Un-Gyong              | Corea del Nord | 285.30       | 8            | 276.54    | 9      |
| 10   | Villő Kormos Zsófia Reisinger         | Ungheria       | 256.26       | 12           | 261.24    | 10     |
| 11   | Cho Eun-Bi Kim Su-Ji                  | Corea del Sud  | 266.82       | 11           | 259.80    | 11     |
| 12   | Maria Kurjo Julia Stolle              | Germania       | 270.72       | 10           | 253.08    | 12     |
| 16.5 | H09.5                                 |                |              |              | 00:55.635 | O      |
| 13   | Dew Setyaningsih Linadini Yasmin      | Indonesia      | 203.67       | 13           |           |        |